# Coulee Dam
Coulee Dam és una població dels Estats Units a l'estat de Washington. Segons el cens del 2000 tenia 1.044 habitants.

## Demografia
Segons el cens del 2000, Coulee Dam tenia 1.044 habitants, 448 habitatges, i 305 famílies. La densitat de població era de 592,8 habitants per km².
Dels 448 habitatges en un 25,7% hi vivien nens de menys de 18 anys, en un 52% hi vivien parelles casades, en un 11,4% dones solteres, i en un 31,7% no eren unitats familiars. En el 27,7% dels habitatges hi vivien persones soles el 13,8% de les quals corresponia a persones de 65 anys o més que vivien soles. El nombre mitjà de persones vivint en cada habitatge era de 2,32 i el nombre mitjà de persones que vivien en cada família era de 2,74.
Per edats la població es repartia de la següent manera: un 22,9% tenia menys de 18 anys, un 7,1% entre 18 i 24, un 20,7% entre 25 i 44, un 29% de 45 a 60 i un 20,3% 65 anys o més.
L'edat mediana era de 44 anys. Per cada 100 dones de 18 o més anys hi havia 90,3 homes.
La renda mediana per habitatge era de 37.391 $ i la renda mediana per família de 45.066 $. Els homes tenien una renda mediana de 38.000 $ mentre que les dones 22.500 $. La renda per capita de la població era de 18.791 $. Aproximadament el 6,7% de les famílies i el 9,8% de la població estaven per davall del llindar de pobresa.

## Poblacions més properes
El següent diagrama mostra les poblacions més properes.